# نيكي توتوريالز
نيكي دي جاجر (بالهولندية: Nikkie de Jager)‏ (من مواليد 2 مارس 1994 في هولندا)، والمشهورة باسمها على يوتيوب باسم القناة الخاصة بها نيكي توتوريالز هي فنانة ماكياج هولندية. اكتسبت نيكي شهرة على الإنترنت في عام 2015 بعد أن أصبح فيديو «قوة المكياج» الذي نشرته على موقع يوتيوب منتشرًا كالوباء حيث استوحت فكرته من عدد لا يحصى من النساء اللواتي يظهرن وجوههن من دون ماكياج. واعتبارًا من مارس 2018، كان لدى قناتها على يوتيوب أكثر من 9.2 مليون مشترك وأكثر من 766 مليون مشاهدة للفيديو.
صنّفت مجلة فوربس دي جاجر كواحدة من أفضل عشرة «مؤثرات» في عالم الجمال في عام 2017. وفي عام 2017، فازت نيكي أيضًا بجائزة «يوتيوب غورو YouTube Guru» وجائزة «اختيار ملكة جمال الإنترنت Choice Choice / Beauty Web Star» في جائزة اختيار المراهقين.
تعاونت دي جاجر مع ماركات التجميل توفايسد وأوفرا Ofra ومايبلاينMaybelline.
ناقشت دي جاجر في بعض مقاطع الفيديو الخاصة بها علناً تجربتها مع الإجراءات التجميلية، وتحدثت بشكل إيجابي عن إجراء تكبير الشفاه وتقويم الأسنان.
رفت دي جاجر في عام 2017 فيديو يراجع منتج تنتجه علامة تجارية لمستحضرات التجميل مقرها براغ (براغ) يدعى ديرماكول Dermacol وتحدثت عن استخدام الشركة لصورتها، وتحديدًا لقطة شاشة من فيديو قوة الماكياج، لبيع منتجاتها على وسائل الاعلام الاجتماعية دون إذنها. كانت مراجعتها لمؤسستهم مواتية في الغالب، لكنها أعربت عن خيبة أملها في تصرفات الشركة، حيث شعرت أنهم كذبوا على متابعيها لأنها لم تكن ترتدي أي من منتجات ديرماكول في صورتها التي اعتادوا على ترويجها لشركتهم.

## روابط خارجية
- نيكي توتوريالز على موقع IMDb (الإنجليزية)
- نيكي توتوريالز على موقع ميوزك برينز (الإنجليزية)
- نيكي توتوريالز على موقع قاعدة بيانات الفيلم (الإنجليزية)